# Hrob neznámého vojína (Varšava)
Hrob neznámého vojína (polsky Grob Nieznanego Żołnierza) je symbolické pietní místo zbudované v centrální části Varšavy, na západním břehu řeky Visly. Objekt je postaven západně od zdejší Královské cesty, v centrální části Saské zahrady v místech ruin někdejšího Saského paláce ze 17. století. Autorem podoby místa se roku 1925 stal Stanisław Ostrowski, který sem nechal umístit popel neznámého obránce města Lvov padlého roku 1920 v bojích Polsko-sovětské války (1919–1921). Objekt Saského paláce nechali během druhé světové války nacisté zbourat a část s pietním místem je jeho jediná část, která zůstala zachována.